# دانشجویان گاسکونیا
دانشجویان گاسکونیا (ایتالیایی: I cadetti di Guascogna) یک فیلم به کارگردانی ماریو ماتولی است که در سال ۱۹۵۰ منتشر شد.

## بازیگران
- والتر کیاری
- اوگو تونیاتسی
- کارلو کامپانینی
- ماریو ریوا
- کارلو کوروکولو
- نریو برناردی
- انزو گارینی
- آلدو گیفره
- فروچو تاگیاوینی
- آرنولدو فوآ
- دینا گالی
- فولویا مامی
- آلدا مانجینی
- دیانا دئی
- آلفردو ریتسو
- ویرجیلیو رینتو
- جانی موزی